# Parnevikstipendiet
Parnevikstipendiet är utbildningsstipendium som är instiftat av Bosse Parnevik, och delas ut av Parnevikstiftelsen vid Svensk Revyfestival och Revy-SM. Det är i regel Bosse Parnevik själv som delar ut priset, som har funnits sedan 1988. Priset delas ut till en enskild person eller till en grupp, och som önskar utbilda sig inom sitt gebit. Inte bara scenartister kan få priset, utan likväl tekniker, musiker, maskörer osv som med hög kvalitet har bidragit till den svenska revyformen i någon mån.

## Tidigare mottagare av Parnevikstipendiet[1]
- 1988: Lars Hjertner
- 1989: Kicki Ehnqvist
- 1990: Stefan Roos, Anna Tornehagen
- 1991: Monica Hassle, Per Larsson
- 1992: Robert Gustafsson, Lena Andersson, Håkan Widerström
- 1993: Mats Sandelius, Mats Eklund, Hanna Sangemark, Josefine Andersson
- 1994: Maths Lundholm, Jennie Widegren, Botkyrka ungdom
- 1995: Lena Ljung
- 1996: Mats Blomberg, Peter Pihlblad
- 1997: Andreas Zetterberg, Magnus Granberg, Patrik Zackrisson
- 1998: Anna Gustafsson, Anna-Lena Johansson, Urban Arnberg, Revy Obscén
- 1999: Nils Åkesson, Catarina Bodin, Jim Rasnusson
- 2000: Jenny W Berggren, Lottie Söderström, Sandra Pellbrink, Judith M Brunskog, Robert Follin
- 2001: Friedrich Neuendorff, Daniel Ottosson, Anette Fahlcrantz, Sara Carlsson
- 2002: Ardhon Bujupi, Magnus Franzén
- 2003: Maria Plahn, Kaj Lärka
- 2004: Sebastian Brodén, Markus Virta
- 2005: Andreas T Olsson, Linda Johansson
- 2006: Andreas Ljung, Jenny Björk, Johannes Johansson
- 2007: Joel Almroth, Jenny Wistbacka, Carina Perenkranz, Maria Olofsson, Per Larsson
- 2008: Jonatan Blom Ramel, Amanda Martinez, Ann-Sofie Berggren
- 2009: Brita Johansson, Anelija Karahodzic
- 2010: Robin Muhr, Jonas Jansson
- 2011: Kicki Bergsten, Emelie Holmberg, Anna Bromée, Niklas Holtne
- 2012: Jeff Lindström, Christoffer Perenkranz
- 2013: Kalle Nilsson, Joakim Sundman
- 2014: Gustaf Jönsson, Linda Rådberg, Andreas Sköld
- 2015: Mathilde Stavehaug, Rasmus Broström, Pontus Larsson, Jerry Segerberg, LinaMaria Bengtsson, Christina Lövegard, Emelie Hag Sandelius, Linda Rapp
- 2016: Gustav Gälsing, Annelie "Annie" Rydensjö
- 2017: André Vingård, Xerxes Andrén
- 2018: Hanna Samuelsson, Lisa Schyllert, Tobias Johansson, Emma Larsson Frost, Peter Sjöstrand, Eva Wahlberg, Inger Hjerne
- 2019: Simon Engvall, Johannes Annfält, Alma Gotemark, Nathalie Petri, Felicia Bodin, Revyresan, Kajsa Haglind Björklund, Klas Wiljergård
- 2021: Amelia Hjelm, Lotta Jansson, Jesper Eliasson, Thilda Söderström Millard, Thea Back, Olle Ronach, Karin Svenner
- 2022: (ingen revyfestival) Anna Carlsson (Falkenbergsrevyn), Adam Bromee (Eskilstunarevyn), Lucas Holmer (Engelholmsrevyn)
- 2023: Anders Mårtensson (Falköping), Michel Ohretall (Falköpingsrevyn Teaterboven), Linus Lövegard (Åkersbergarevyn), Johan Folkerud (Revyresan Borlänge)
- 2024: Torslandarevyn (Torslanda), Izabella Swartz